# Жоакім Аугусто де Лемуш
Жоакім Аугусто де Лемуш (Joaquim Augusto de Lemos) — ангольський дипломат та політик. Надзвичайний і Повноважний Посол Анголи в Україні за сумісництвом (з 02.07.2012).

## Життєпис
Народився в муніципалітеті Замбізанга, в містечку Мусеке Мота провінції Луанда в Анголі. Закінчив початкову школу № 15 міста Луанди, яка знаходиться прямо за будівлею Національної африканської ліги. До вступу в початкову школу відвідував приватні заняття з підготовки до школи з доктором Луїшем Антоніо, горбанем. Ці заняття проходили в районі ринку Сао Паулу. Оскільки вчитель був горбанем, то і його дошкільний заклад було відомо як «Школа горбаня Луїша». До вступу до ліцею навчався в школі Емідіо Наварро. Отримав диплом в області міжнародної торгівлі і фінансів, а також диплом Магістра ділового адміністрування (МВА).
Після закінчення навчання почав працювати в компанії «Кабінда Галф Ойл», сьогодні вона називається Шеврон.
У 1975 році був зарахований до штату Міністерства зовнішніх зносин в Протокольний відділ, начальником якого був посол Бріту Созінов. У той час нинішній Президент Жозе Едуарду душ Сантуш був міністром зовнішніх зносин. Потім, після півтора років роботи в якості тимчасового повіреного в справах в Нігерії, в 1976 році президентом Антоніо Агоштінью Нету був призначений першим Надзвичайним і Повноважним Послом Народної Республіки Ангола в Арабській Республіці Єгипет. Потім його перевели в Бельгію представником Анголи в країнах Бенілюксу та Європейського Союзу. Після тривалого перебування за кордоном, де він проходив курс навчання, його призначили послом Анголи в Зімбабве.
З 16 листопада 2011 року — Надзвичайний і Повноважний Посол Анголи в Російській Федерації.
З 2 липня 2012 року — Надзвичайний і Повноважний Посол Анголи в Україні, вручив вірчі грамоти Президенту України Віктору Януковичу.
З 26 липня 2012 року — Надзвичайний і Повноважний Посол Анголи в Туркменістані
З 15 квітня 2013 року — Надзвичайний і Повноважний Посол Анголи в Білорусі
З 14 листопада 2013 року — Надзвичайний і Повноважний Посол Анголи в Азербайджані.

## Сім'я
- Має п'ятьох дітей — чотирьох синів і дочку. Крім того має вже трьох онуків.